# Makinohara
Makinohara (jap. 牧之原市 Makinohara-shi) ist eine kreisfreie Stadt (shi) in der Präfektur (ken) Shizuoka in Japan.

## Geographie
Makinohara liegt südwestlich von Shizuoka und östlich von Hamamatsu auf der Makinohara-Hochebene an der Suruga-Bucht.

## Geschichte
Die Stadt Makinohara wurde am 11. Oktober 2005 gegründet.

## Verkehr
- Straße
  - Tōmei-Autobahn
  - Nationalstraße 150: nach Hamamatsu und Shizuoka
  - Nationalstraße 473

## Weblinks

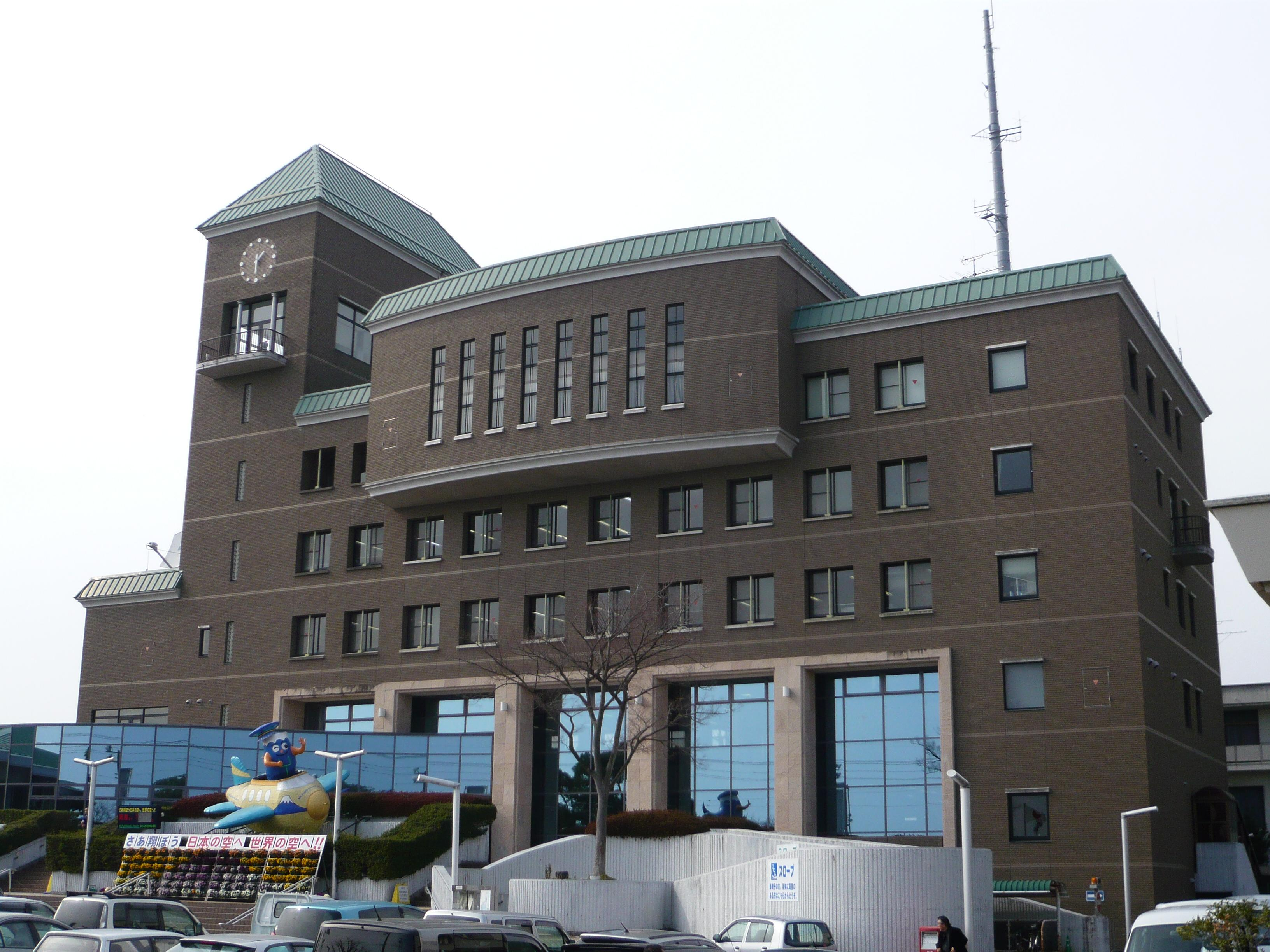
Rathaus

## Angrenzende Städte und Gemeinden
- Kikugawa
- Shimada
- Omaezaki
- Yoshida